# Véronique Vella
Pour les articles homonymes, voir Vella.
Véronique Vella, née le 20 juillet 1964 à La Tronche, est une actrice française sociétaire de la Comédie-Française.

## Biographie
Après une formation dans la classe libre du Cours Florent dirigée par Francis Huster et Jacques Weber, elle entre en 1986 à la Comédie-Française en tant qu'artiste à l'essai puis pensionnaire en 1988 et enfin sociétaire en 1989.
Sa carrière au Français est émaillée de rencontres artistiques qui façonnent son art, de Françoise Seigner qui la dirige à ses débuts dans Esther de Jean Racine, à Daniel Mesguich qui la met en scène dans La Tempête de William Shakespeare et lui confie le rôle d’Hermione dans Andromaque, en passant par Antoine Vitez (Le Mariage de Figaro de Beaumarchais), Laurent Pelly (L'Opéra de quat'sous de Bertolt Brecht, musique de Kurt Weill) et Valère Novarina, qui la dirige à la Comédie-Française d’abord, dans L’Espace furieux, puis au Festival d’Avignon et au Théâtre national de la Colline dans L'Acte inconnu.
Véronique Vella joue notamment Molière pour Pierre Mondy (Monsieur de Pourceaugnac), Simon Eine (Le Misanthrope, Les Femmes savantes), Jean-Paul Roussillon (L'Avare), Jacques Lassalle (La Comtesse d’Escarbagnas), Marcel Bozonnet (Le Tartuffe ou l'Imposteur), Dan Jemmett (Les Précieuses ridicules), Jean-Luc Boutté (Le roi s'amuse de Victor Hugo), Muriel Mayette-Holtz (Les Amants puérils de Fernand Crommelynck, Clitandre de Pierre Corneille, La Dispute de Marivaux, Mystère bouffe et fabulages de Dario Fo), Éric Vigner (Bajazet de Jean Racine), Denis Podalydès (Cyrano de Bergerac d’Edmond Rostand), Jérôme Deschamps (Un fil à la patte de Georges Feydeau) ou encore Éric Ruf (La Vie de Galilée)...
Très impliquée dans l’univers musical, elle initie, en 1992 Paris ! Cabaret !, l’un des premiers spectacle du genre produits par la Comédie-Française. En 2008 elle monte Cabaret érotique, qui marque le début d’une longue série à laquelle elle participe régulièrement : on l’a vue dans les cabarets Boris Vian et Léo Ferré, Quatre femmes et un piano, et L’Interlope (cabaret).
Par ailleurs, elle publie deux albums : Liberté couleur de feuilles (Véronique Vella chante René Guy Cadou) et Le Toréador d’Adam (voix parlée de Sumi Jo).
En 1995, elle crée Cinquième Saison Productions.. En 2008, elle intègre l’équipe pédagogique du Conservatoire national supérieur d'art dramatique.
En tant que metteuse en scène, elle signe deux adaptations de nouvelles de Marcel Aymé (Le Loup et Le Cerf et Le Chien) et des pièces qui, toutes, font la part belle à la musique. Hors Comédie-Française, elle monte La Fausse Suivante de Marivaux au Théâtre 14 et La Carte de temps de Marcel Aymé à l’Essaïon.
Au cinéma, elle est apparue dans les films La Débandade de Claude Berri et dans Le Libertin de Gabriel Aghion.
Le 27 décembre 2023, elle est nommée membre titulaire du comité d'administration de la Comédie Française.

## Théâtre

### Comédie-Française
- Entrée à la Comédie-Française le 15 mars 1988
- Sociétaire le 1er janvier 1989
- 479e sociétaire

### Comédienne
- 1987 : Esther de Racine, mise en scène Françoise Seigner
- 1988 : Monsieur chasse ! de Georges Feydeau, mise en scène Yves Pignot
- 1988 : Monsieur de Pourceaugnac de Molière, mise en scène Pierre Mondy
- 1988 : Le Legs de Marivaux, mise en scène Jacques Rosny
- 1988 : La Poudre aux yeux d'Eugène Labiche, mise en scène Pierre Mondy
- 1989 : La Cagnotte d'Eugène Labiche et Alfred Delacour, mise en scène Jean-Michel Ribes
- 1989 : La guerre de Troie n'aura pas lieu de Jean Giraudoux, mise en scène Raymond Gérôme
- 1989 : L'Avare de Molière, mise en scène Jean-Paul Roussillon
- 1989 : Le Misanthrope de Molière, mise en scène Simon Eine
- 1989 : La Folle Journée ou le Mariage de Figaro de Beaumarchais, mise en scène Antoine Vitez
- 1989 : Esther de Racine, mise en scène Françoise Seigner
- 1990 : Le Café de Carlo Goldoni, mise en scène Jean-Louis Jacopin
- 1990 : L'Émission de télévision de Michel Vinaver, mise en scène Jacques Lassalle, Théâtre de l'Odéon, Théâtre national de Strasbourg
- 1991 : Le Malade imaginaire de Molière, mise en scène Gildas Bourdet
- 1991 : Le roi s'amuse de Victor Hugo, mise en scène Jean-Luc Boutté
- 1992 : La Comtesse d'Escarbagnas de Molière, mise en scène Jacques Lassalle
- 1993 : Le Faiseur d'Honoré de Balzac, mise en scène Jean-Paul Roussillon, Salle Richelieu
- 1993 : Les Amants puérils de Fernand Crommelynck, mise en scène Muriel Mayette, Théâtre du Vieux-Colombier
- 1995 : Bajazet de Racine, mise en scène Éric Vigner, Théâtre du Vieux-Colombier
- 1996 : Clitandre ou l'Innocence délivrée de Corneille, mise en scène Muriel Mayette
- 1997 : Jacques ou la Soumission d'Eugène Ionesco, mise en scène Simon Eine, Studio-Théâtre
- 1997 : La Vie parisienne de Jacques Offenbach, mise en scène Daniel Mesguich
- 1998 : La Vie en rose d'Armand Salacrou
- 1998 : Les Femmes savantes de Molière, mise en scène Simon Eine
- 1998 : La Tempête de William Shakespeare, mise en scène Daniel Mesguich
- 1998 : Mère Courage et ses enfants de Bertolt Brecht, mise en scène Jorge Lavelli, Salle Richelieu
- 1999 : René Guy Cadou, la cinquième saison, spectacle musical, Studio-Théâtre
- 1999 : Andromaque de Racine, mise en scène Daniel Mesguich, Théâtre du Vieux-Colombier
- 2000 : Cinna de Corneille, mise en scène Simon Eine, Festival d'Anjou, Théâtre Montansier
- 2001 : Andromaque de Racine, mise en scène Daniel Mesguich
- 2002 : Un jour de légende – les Temps modernes de Victor Hugo
- 2002 : Opéra savon de Jean-Daniel Magnin, mise en scène Sandrine Anglade, Théâtre du Vieux-Colombier
- 2002 : Le Dindon de Georges Feydeau, mise en scène Lukas Hemleb
- 2003 : La Nuit des rois de William Shakespeare, mise en scène Andrzej Seweryn
- 2003 : Le Dindon de Georges Feydeau, mise en scène Lukas Hemleb
- 2003 : Bouli Miro de Fabrice Melquiot, mise en scène Christian Gonon, Studio-Théâtre
- 2004 : La Nuit des rois de William Shakespeare, mise en scène Andrzej Seweryn
- 2004 : La Pologne en scène, Studio-Théâtre de la Comédie-Française
- 2004 : Bouli Miro de Fabrice Melquiot, mise en scène Christian Gonon, Studio-Théâtre
- 2005 : Les Bacchantes d'Euripide, mise en scène André Wilms
- 2005 : Le Tartuffe ou l'Imposteur de Molière, mise en scène Marcel Bozonnet
- 2006 : L'Espace furieux de Valère Novarina, mise en scène de l'auteur
- 2006 : Cyrano de Bergerac d'Edmond Rostand, mise en scène Denis Podalydès
- 2007 : Cyrano de Bergerac d'Edmond Rostand, mise en scène Denis Podalydès
- 2007 : Les Précieuses ridicules de Molière, mise en scène Dan Jemmett, Théâtre du Vieux-Colombier
- 2008 : Vie du grand dom Quichotte et du gros Sancho Pança d'António José da Silva, mise en scène Émilie Valantin
- 2008 : Cyrano de Bergerac d'Edmond Rostand, mise en scène Denis Podalydès
- 2009 : Les Précieuses ridicules de Molière, mise en scène Dan Jemmett, Théâtre du Vieux-Colombier
- 2009 : La Dispute de Marivaux, mise en scène Muriel Mayette, Théâtre du Vieux-Colombier
- 2009 : Vie du grand dom Quichotte et du gros Sancho Pança d'António José da Silva, mise en scène Émilie Valantin
- 2010 : La Dispute de Marivaux, mise en scène Muriel Mayette, tournée en France
- 2010 : Mystère bouffe et fabulages de Dario Fo, mise en scène Muriel Mayette
- 2010 : Cyrano de Bergerac d'Edmond Rostand, mise en scène Denis Podalydès
- 2010 : Les Oiseaux d'Aristophane, mise en scène Alfredo Arias
- 2011 : L'Opéra de quat'sous de Bertolt Brecht et Kurt Weill, mise en scène Laurent Pelly : Celia Peachum
- 2011 : La Noce de Bertolt Brecht, mise en scène Isabel Osthues, Théâtre du Vieux-Colombier, la sœur de la mariée
- 2012 : Un chapeau de paille d'Italie d'Eugène Labiche, mise en scène Giorgio Barberio Corsetti, Salle Richelieu, Anaïs, femme de Beauperthuis
- 2012 : Antigone de Jean Anouilh, mise en scène Marc Paquien, Comédie-Française Théâtre du Vieux-Colombier, La nourrice
- 2016 : Le Cerf et le Chien d'après Les Contes du chat perché de Marcel Aymé, mise en scène Véronique Vella, Studio-Théâtre
- 2018 : Faust de Johann Wolfgang von Goethe, mise en scène Valentine Losseau et Raphaël Navarro, Vieux Colombier
- 2019 : Fanny et Alexandre de Ingmar Bergman, mise en scène Julie Deliquet, Salle Richelieu
- 2019 : La Vie de Galilée de Bertolt Brecht, mise en scène Éric Ruf, Salle Richelieu
- 2020 : Forums de Patrick Goujon, mise en scène Jeanne Herry, Théâtre du Vieux-Colombier
- 2021 : 7 Minutes de Stefano Massini, mise en scène Maëlle Poésy
- 2021 : La Cerisaie de Anton Tchekhov, mise en scène Clément Hervieu-Léger, Salle Richelieu
- 2022 : Le Bourgeois gentilhomme de Molière, mise en scène Valérie Lesort et Christian Hecq, Salle Richelieu
- 2023 : Le Chien - Les Contes du chat perché de Marcel Aymé, mise en scène Raphaëlle Saudinos et Véronique Vella, Studio-Théâtre
- 2023 : L'Opéra de quat'sous de Bertolt Brecht et Kurt Weill, mise en scène Thomas Ostermeier, Festival international d'art lyrique d'Aix-en-Provence puis Salle Richelieu

### Metteur en scène
- 1996 : La Folie Courteline d'après Georges Courteline, Théâtre Les Déchargeurs
- 1999 : René Guy Cadou, spectacle musical, montage textes et chansons, Compagnie Cinquième Saison Productions, Studio-Théâtre de la Comédie-Française
- 2003 : La Fausse Suivante de Marivaux, Théâtre 14 Jean-Marie Serreau
- 2008 : Cabaret Érotique, Studio-Théâtre de la Comédie-Française
- 2009 : Une Carmen d'après Prosper Mérimée, Collaboration artistique, Compagnie Cinquième Saison Productions, Théâtre Essaïon
- 2009 : Les Contes du chat perché : Le Loup de Marcel Aymé, Studio-Théâtre de la Comédie-Française
- 2013 : Psyché de Molière, Salle Richelieu
- 2016 : Le Cerf et le Chien d'après Les Contes du chat perché de Marcel Aymé, Studio-Théâtre

### Hors Comédie-Française
- 1984 : Vian/Prévert et le jazz, mise en scène Jacques Goasguen, Centre dramatique national des Pays de la Loire
- 1985 : L'Avare de Molière, mise en scène Jean Guichard, Centre dramatique national des Pays de la Loire
- 1985 : La locandiera de Carlo Goldoni, mise en scène Jean-Claude Sachot, Festival Théâtral d'Albi Palais de la Berbie
- 1986 : Chansons et bottes de textes, mise en scène Laurent Montel, Compagnie Azimuts
- 1986 : Les Teinturiers de la lune de Lucette-Marie Sagnières, mise en lecture Jacques Baillon, Théâtre de l'Odéon
- Le Barbier de Séville de Beaumarchais, mise en scène Marcelle Tassencourt, Théâtre Montansier
- 2007 : Corpus Délires, montage textes et chansons de Raphaëlle Saudinos, Villevêque
- 2007 : L'Acte inconnu de Valère Novarina, mise en scène de l'auteur, Festival d'Avignon, Théâtre national de la Colline, TNP Villeurbanne, tournée 2008, 2009

## Filmographie

### Cinéma
- 1999 :  La Débandade, film de Claude Berri : Julie
- 2000 :  Le Libertin, film de Gabriel Aghion : La Cousine de Jerfeuil

### Télévision
- 2003 : Les Femmes savantes, téléfilm de Georges Bensoussan : Martine
- 2003 : Le Dindon, téléfilm de Don Kent : Victor
- 2004 : Fabien Cosma - épisode : Bobo Léo(série TV): Nicole
- 2004 : Femmes de loi - épisode : Protection rapprochée (série TV): Irène Janovski
- 2009 : Les Précieuses ridicules, téléfilm de Vincent Bataillon : Marotte

## Doublage
- Olivia Colman dans Week-end royal : Reine Elizabeth

## Décorations
- Chevalier de l'ordre national du Mérite, nommée le 14 novembre 2008[6]
- Chevalier de l'ordre des Arts et des Lettres